# Fetești (okręg Vrancea)
Fetești – wieś w Rumunii, w okręgu Vrancea, w gminie Câmpuri. W 2011 roku liczyła 478
mieszkańców.